# Messerschmitt Bf 163
Die Messerschmitt Bf 163 war ein propellergetriebenes Flugzeug, das als Konkurrenzentwurf zur Fieseler Fi 156 Storch und  Flugzeugwerk Halle KG (später Siebel) Fh/Si 201 beim Reichsluftfahrtministerium eingereicht wurde. Unter anderem wegen zeitlicher Verzögerung des Projektes unterlag das Muster der Fi 156, es wurde nur ein Prototyp gebaut.
Wenige Jahre später wurde aus Gründen der Geheimhaltung die Nummer 163 unüblicherweise für ein neues Projekt wiederverwendet, den Raketenjäger Messerschmitt Me 163.

## Entwicklung
Entwickelt wurde zunächst bei BFW in Augsburg. Kurze Zeit später wurde der Entwurf, für den Robert Lusser zuständig war, an die Firma Rohrbach in Berlin zur Durcharbeitung weitergeleitet, da BFW zu dieser Zeit durch andere Projekte stark ausgelastet war. Die Firma Rohrbach übertrug ihrerseits wiederum den Bau und das Einfliegen der Firma Weserflug (WFG), zu der Rohrbach seit 1934 gehörte. Im Sommer 1936 begann Adolf Rohrbach im Rohrbach-Werk in Berlin mit der Ausarbeitung der Details; die weiteren Arbeiten wurden im WFG-Werk in Lemwerder durchgeführt, wobei auch das Delmenhorster Werk in die Teileproduktion eingebunden wurde. Die dadurch entstandene zeitliche Verzögerung hatte zur Folge, dass bei Beginn des Zusammenbaus der Teile die Erprobung des Storchs in Rechlin bereits abgeschlossen war und das Reichsluftfahrtministerium sich für ihn entschieden hatte.
Daraufhin wurde das Flugzeug heruntergestuft auf zunächst nur zwei Stück, schließlich auf nur eines, dessen Erstflug am 19. Februar 1938 mit Gerhard Hubrich stattfand. Mit dieser Maschine wurden am 22. und 23. Februar neun weitere Flüge durchgeführt. Auf die geplante Erprobung bei der Erprobungsstelle Rechlin wurde verzichtet und es wurde daraufhin im Herbst 1938 nach Augsburg zurückgebracht. Am 29. September 1938 wurde es als Lehrobjekt der Fliegertechnischen Schule München übergeben, auf Initiative des Konstrukteurs Richard Bauer, der an der Schule auch Flugzeugbau lehrte. Als technische Besonderheit konnte bei der Bf 163 der mit einem automatischen Vorflügel über die ganze Spannweite und mit weit ausschlagenden Klappen versehene Flügel im Fluge den Einstellwinkel verändern, so dass der Rumpf stets seine horizontale Lage beibehielt.

## Technische Daten
| Kenngröße              | Daten                                                                                 |
| ---------------------- | ------------------------------------------------------------------------------------- |
| Besatzung              | ein Pilot und zwei Beobachter                                                         |
| Länge                  | 9,75 m                                                                                |
| Spannweite             | 13,58 m                                                                               |
| Höhe                   | ca. 3 m                                                                               |
| Tragflügelfläche       | ca. 25 m²                                                                             |
| Leermasse              | ca. 900 kg                                                                            |
| Flugmasse              | ca. 1400 kg                                                                           |
| Höchstgeschwindigkeit  | ca. 200 km/h                                                                          |
| Mindestgeschwindigkeit | 45 km/h                                                                               |
| Reichweite             | ca. 400 km                                                                            |
| Dienstgipfelhöhe       | ca. 4500 m                                                                            |
| Triebwerke             | 1 × Argus As 10C, hängender, luftgekühlter V8-Motor mit 240 PS (177 kW) Startleistung |